# Faouzi Chelly
Faouzi Chelly – tunezyjski zapaśnik walczący w obu stylach. Brązowy medalista igrzysk afrykańskich w 1978 roku.